# Tramway de Reșița
Le tramway de Reșița consiste en une ligne unique desservant la ville roumaine de Reșița, inaugurée le 1er décembre 2024. Celle-ci reprend en quasi-intégralité le tracé de l'ancien réseau ayant desservi la ville entre 1988 et août 2011, fermé faute d'entretien suffisant.

## Historique
L'ancien réseau ayant circulé jusqu'en 2011 comptait deux lignes :
- 1 : Renk − Piaţa Republicii
- 1/ : Renk −  Stavila

## Réseau actuel

### Aperçu général
La ligne actuelle reprend en majorité l'itinéraire des anciennes lignes, l'infrastructure ayant été remise à neuf pour correspondre aux standards modernes. Longue de 9 kilomètres et comptant 16 stations, les rames peuvent y circuler jusqu'à toutes les 8 minutes en heure de pointe, pour un temps de trajet total de 30 minutes. Les samedis et dimanches, le trafic est limité à 3 ou 4 passages par heure et par sens.
Il n'est à l'heure actuelle pas prévu de prolonger la ligne pour reprendre l'ensemble des infrastructures du réseau précédent qui sont laissées à l'abandon aux deux extrémités de la ligne, ce qui représente environ 1 250 mètres de voies cumulées.

### Matériel roulant
Le parc est composé de 13 rames construites par le fabricant turc Durmazlar, mesurant 19 mètres de long et 2,4 mètres de large, et pouvant transporter jusqu'à 135 passagers.